# Aqua Virgo

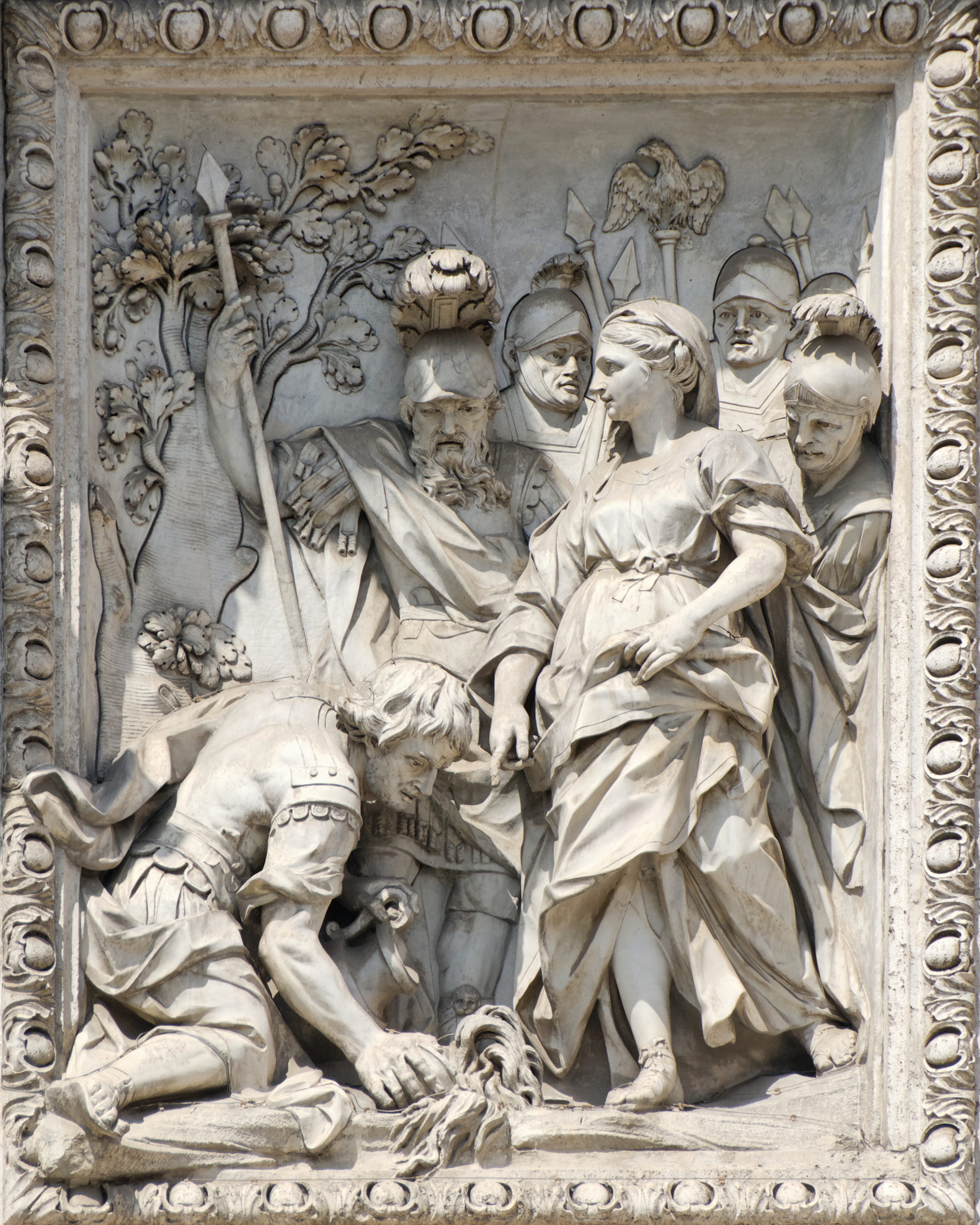
Enligt legenden visade en jungfru Aqua Virgos källa för romerska soldater.

Aqua Virgo (italienska Acqua Vergine) är en romersk akvedukt byggd omkring 19 f.Kr. av fältherren Marcus Vipsanius Agrippa. Den är den enda av antikens akvedukter som fortfarande är i bruk. Den hade sin början i en källa vid Salone, cirka 20 km från Rom och gav vatten till Agrippas termer, men avslutas i dag i Fontana di Trevi.